# Eazy-Duz-It
Eazy-Duz-It es el primer álbum en solitario del rapero estadounidense Eazy-E, lanzado el 22 de noviembre de 1988. La producción fue hecha por Dr. Dre y DJ Yella. Eazy-Duz-It ayudó a popularizar el gangsta rap junto con el álbum Straight Outta Compton de su grupo, N.W.A.. Ha vendido dos millones de copias. El álbum alcanzó el N.º 41 en la cartelera 200. En 2003, el álbum fue remasterizado y también incluyó el EP de Eazy-E 5150: Home 4 tha Sick.

## Lista de canciones
| N.º | Título                                      | Escritor(es)       | Duración |  |
| 1.  | «(Prelude) Still Talkin'»                   | The D.O.C.         | 3:51     |  |
| 2.  | «Nobody Move»                               | The D.O.C., MC Ren | 4:49     |  |
| 3.  | «Ruthless Villain» (featuring MC Ren)       | MC Ren             | 2:59     |  |
| 4.  | «2 Hard Mutha's» (featuring MC Ren)         | MC Ren             | 4:26     |  |
| 5.  | «Boyz-n-the-Hood» (Remix)                   | Ice Cube           | 6:22     |  |
| 6.  | «Eazy-Duz-It»                               | MC Ren             | 4:21     |  |
| 7.  | «We Want Eazy» (featuring MC Ren & Dr. Dre) | The D.O.C., MC Ren | 5:01     |  |
| 8.  | «Eazy-er Said Than Dunn»                    | The D.O.C.         | 3:41     |  |
| 9.  | «Radio»                                     | MC Ren             | 4:58     |  |
| 10. | «No More ?'s»                               | Ice Cube           | 3:55     |  |
| 11. | «I'mma Break It Down»                       | MC Ren             | 3:29     |  |
| 12. | «Eazy-Chapter 8 Verse 10»                   | Ice Cube           | 2:11     |  |